# Rebekah Mercer
Rebekah Mercer, née le 6 décembre 1973 à Yorktown Heights dans l'État de New York, est une milliardaire américaine, notamment connue pour être un soutien politique et financier du Parti républicain et une climatosceptique opposée à toute politique écologiste. 

## Biographie
Elle est la seconde des trois filles du milliardaire Robert Mercer et de son épouse Diana Lynne Mercer (Dean).
Elle est élevée à Yorktown Heights (État de New York).
Elle fait des études de biologie et de mathématiques à l'université Cornell puis à l'université Stanford. Elle y obtient en 1996 un diplôme en recherche opérationnelle.
Elle est depuis 2003 l'épouse de Sylvain Mirochnikoff (d'origine française, managing director à Morgan Stanley).

## Économie
- Tradeur à Wall Street.
- Repreneuse de pâtisserie de qualité à Manhattan[1].
- Gestion alternative.
- Administratrice de Cambridge Analytica, son père en étant le créateur et l'un des principaux actionnaires[2].

## Politique
Elle dirige la Mercer Family Foundation, qui a soutenu à hauteur de plus de 70 millions de dollars diverses causes républicaines entre 2009 et 2014. 
Elle a également dirigé le Super-PAC Make America Number 1 (en), qui a fait campagne pour les candidats Ted Cruz puis Donald Trump lors de la campagne pour l'élection présidentielle américaine de 2016. En échange de son soutien financier à ces candidats, elle exige de leur part qu'ils aient recours aux services de Cambridge Analytica. À l'été 2016, elle aide à orchestrer un remaniement, qui place Steve Bannon à la tête de la campagne Trump. Plus tard, elle intervient directement auprès de Donald Trump pour qu'il substitue Steve Bannon et Kellyanne Conway à Paul Manafort, alors directeur de la campagne de Trump. Avant même l'élection présidentielle, elle défend le projet du muslim ban. Elle est également fortement opposée à l'avortement.
Entre 2011 et janvier 2018, elle soutient avec son père à hauteur de plusieurs millions de dollars les projets politiques et médiatiques de Steve Bannon, jusqu'à la rupture de ce dernier avec le président Donald Trump.

### Élection présidentielle américaine 2020
Selon un article de Vanity Fair, la famille Mercer a considérablement réduit ses dons politiques depuis 2016. En 2018, les Mercer ont donné « seulement » 400 000 dollars au Great America PAC, un groupe pro-Trump, tandis que leurs dépenses politiques totales ont chuté à 2,9 millions de dollars. On[Qui ?] pense que l'une des raisons de la diminution du financement est que Rebekah Mercer est en instance de divorce.
Fin 2020, elle finance le nouveau réseau social Parler, prisé des conservateurs américains.